# Баранниково (Тверская область)
Бара́нниково — деревня в Конаковском районе Тверской области. Входит в состав Ручьёвского сельского поселения.

## География
Находится в юго-восточной части Тверской области на расстоянии приблизительно 21 км на юго-восток по прямой от районного центра города Конаково.

## История
Известна с 1674 года как владение князя Бориса Александровича Репнина и состояла из 2 дворов. В 1859 году здесь (деревня Корчевского уезда Тверской губернии) было учтено 18 дворов, в 1900 — 19. Ныне имеет дачный характер.

## Население
Численность населения: 142 человека (1859 год), 126 (1900), 0 как в 2002 году, так и в 2010.